# Hans Meyer (Admiral)
Hans Meyer (* 8. November 1855; † 17. Januar 1918) war ein deutscher Konteradmiral der Kaiserlichen Marine.

## Leben
Hans Meyer trat als Kadett am 31. Mai 1871 in die Norddeutsche Marine ein. Am 19. Dezember 1874 zum Unterleutnant zur See ernannt, war er 1878 Abteilungs-Offizier bei der II. Werft-Division.
Von 1. April 1882 bis 27. Juni 1882 war er als Leutnant zur See letzter Kommandant der Fuchs. Mit dem 15. Juni 1882 war er bereits Kommandant der neu in Dienst gestellten Hay geworden und blieb in der Kommandierung bis zur zwischenzeitlichen Außerdienststellung des Schiffs im September 1882.
Als Kapitänleutnant (Patent zum 16. August 1887) war er u. a. 1887/1888 auf der Mars und 1890 Führer der 2. Kompanie der II. Matrosendivision.
Ab 4. August 1891 war er letzter Kommandant der Camaeleon, welche am 22. September 1891 außer Dienst gestellt wurde. Anschließend war er wieder Führer der 2. Kompanie der II. Matrosendivision.
Von der erneuten Indienststellung Mitte März 1892 bis Ende September 1892, dem Zeitpunkt der erneuten Außerdienststellung, war er Kommandant der Bremse. Anschließend kam er als Erster Offizier auf die Frithjof.
Zum 22. Februar 1893 wurde er als Erster Offizier auf die Kaiserin Augusta kommandiert und kam im Herbst 1893 als Assistent des Oberwerftdirektors zur Werft in Kiel. In dieser Position wurde er am 14. Mai 1894 zum Korvettenkapitän befördert. Am 18. Februar 1896 wurde er von dieser Stellung entbunden und war von Juni 1896 bis März 1898 Kommandant der Condor.
Von Ende August 1900, es war der eigentliche Indienststellungsbeginn und der Start der Probefahrten, bis April 1901 war er, nun als Kapitän zur See, Kommandant der Victoria Louise. Er wurde von September 1900 bis November 1900 durch den Ersten Offizier, Kapitänleutnant Georg Schur, vertreten. Später wurde er Inspekteur der Marinedepotinspektion in Wilhelmshaven. Aus dieser Position wurde er am 25. April 1904 mit der gleichzeitigen Verleihung des Charakters als Konteradmiral aus der Marine verabschiedet.
Von September 1914 bis Mai 1915 war er Inspekteur der Marinedepotinspektion. Am 17. Oktober 1915 wurde er zur Disposition gestellt.
Ende 1892 hatte er als Kommandant der Bremse den St.-Stanislaus-Orden 2. Klasse verliehen bekommen.